# Araneus bogotensis
Araneus bogotensis es una especie de araña del género Araneus, tribu Araneini, familia Araneidae. Fue descrita científicamente por Keyserling en 1864.
Se distribuye por Colombia, Brasil, Perú, Bolivia, Ecuador y Venezuela. La especie se mantiene activa durante los meses de enero, febrero, marzo, mayo, junio, julio, agosto, noviembre y diciembre.